# Celtic Frost
Celtic Frost — швейцарський метал-гурт із Цюриха, заснований 1984 року. Гурт зазнав всесвітньої відомості своїм сильним впливом на розвиток різні напрямки метал-музики та авангардним підходом до написання музики в цілому.
За весь період існування гурту, їхня музика змішувала елементи різноманітних стилів екстремального металу. Їхні ранні роботи часто класифікують як треш-метал або блек-метал з експериментальним нахилом, тоді як їхній останній альбом відносять до жанру дум-метал. У свою чергу, Celtic Frost надихалися такими хеві-метал-гуртами, як Black Sabbath, Judas Priest та Venom, водночас з колективами нової хвилі, такими як Bauhaus, Siouxsie and the Banshees, Christian Death, Joy Division, Discharge та GBH.

## Музичний стиль
Звучання гурту зазнало значної зміни протягом багатьох років існування колективу, тому їх важко віднести до одного жанру. Ранню творчість гурту описують як треш-метал та дез-метал. У деяких випадках звучання колективу називають авангардним, завдяки поєднанню в їхній музиці елементів ембієнту, класики та електроніки. Пізніші роботи Celtic Frost, зокрема Monotheist, були описані як дум-метал.

## Учасники гурту
| Остаточний склад - Томас Габріель Фішер — гітари, ведучий вокал (1984–1993, 2001–2008) - Мартін Ерік Айн — бас-гітара, вокал (1984–85, 1986–1987, 1990–1993, 2001–2008; помер 2017) - Франко Сеза — ударні, перкусія (2002–2008) Учасники виступів - Рон Маркс — гітара (1987) - Андерс Одден — гітара (2006–2007) - Віктор Буллок — гітара (2007–2008) | Колишні учасники - Ісаак Дарсо — ударні (1984) - Домінік Штайнер — бас-гітара (1985) - Reed St. Mark — ударні, перкусія (1985–1988, 1992–1993) - Курт Віктор Браянт — бас-гітара (1988–1990), guitars (1990–1993) - Олівер Амберг — гітари (1988–1989) - Ерол Унала — гітари (2001–2005) - Стівен Прістлі — ударні (1984, 1988–1992) |

## Дискографія

### Студійні альбоми
- Morbid Tales (1984)
- Emperor's Return (1985)
- To Mega Therion (1985)
- Into the Pandemonium (1987)
- Cold Lake (1988)
- Vanity/Nemesis (1990)
- Monotheist (2006)